# Bojan Bazelli
Bojan Bazelli (ur. 15 sierpnia 1957 w Hercegu Novim) – czarnogórski operator filmowy i reżyser wideoklipów.
Absolwent Wydziału Filmowego i Telewizyjnego Akademii Sztuk Scenicznych w Pradze. Był autorem zdjęć m.in. do The Ring (2002), Pan i pani Smith (2005), Lakieru do włosów (2007) i Burleski (2010). Był też operatorem filmowym w produkcjach Abela Ferrary. Za pracę przy Królu Nowego Jorku (1990) został nominowany do statuetki Independent Spirit. Jest laureatem nagrody Golden Clio oraz dwóch nagród przyznanych mu przez stowarzyszenie American Independent Commercial Producers (AICP).